# Bénigne Gagneraux

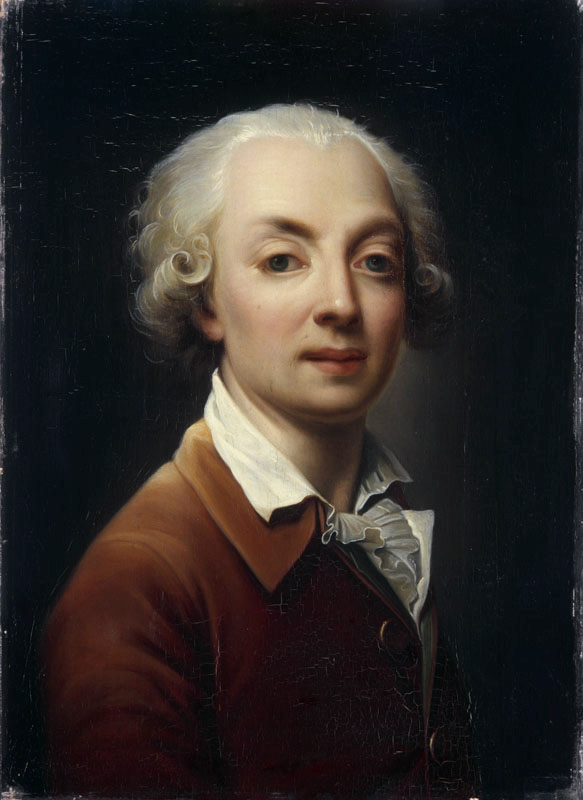
Självporträtt, 1793-1795

Den blinde Oidipus anbefaller sin familj åt gudarna. Målning av Bénigne Gagneraux.

Bénigne Gagneraux, född 24 september 1756 i Dijon, död 18 augusti 1795 i Florens, var en fransk målare och gravör.
Han skolades i Dijon under ledning av François Devosge och verkade största delen av sitt liv i Italien. Gustav III besökte hans ateljé 1784 och köpte Den blinde Oidipus anbefaller sin familj åt gudarna. I Florens föll han ut från ett fönster och dog, något som snarare betecknades som självmord än en olycka.
Ett av hans mest kända porträtt är Gustav III:s möte med påven Pius VI.